# Condado de Cumberland (Virginia)
El condado de Cumberland (en inglés: Cumberland County) es un condado en el estado estadounidense de Virginia. En el censo de 2000 el condado tenía una población de 9.017 habitantes. La sede de condado es Cumberland. El condado fue formado en 1749 a partir de una porción del condado de Goochland. Fue nombrado en honor a Guillermo Augusto, duque de Cumberland.

## Geografía
Según la Oficina del Censo, el condado tiene un área total de 776 km² (300 sq mi), de la cual 773 km² (298 sq mi) es tierra y 3 km² (1 sq mi) (0,43%) es agua.

### Condados adyacentes
- Condado de Goochland (noreste)
- Condado de Powhatan (este)
- Condado de Amelia (sureste)
- Condado de Prince Edward (sur)
- Condado de Buckingham (oeste)
- Condado de Fluvanna (noroeste)

## Demografía
En el  censo de 2000, hubo 9.017 personas, 3.528 hogares y 2.487 familias residiendo en el condado. La densidad poblacional era de 30 personas por milla cuadrada (12/km²). En el 2000 había 4.085 unidades unifamiliares en una densidad de 14 por milla cuadrada (5/km²). La demografía del condado era de 60,37% blancos, 37,44% afroamericanos, 0,18% amerindios, 0,35% asiáticos, 0,59% de otras razas y 1,06% de dos o más razas. 1,66% de la población era de origen hispano o latino de cualquier raza. 
La renta promedio para un hogar del condado era de $31.816 y el ingreso promedio para una familia era de $37.965. En 2000 los hombres tenían un ingreso medio de $28.846 versus $22.521 para las mujeres. La renta per cápita para el condado era de $15.103 y el 15,10% de la población estaba bajo el umbral de pobreza nacional.

## Ciudades y pueblos
- Cumberland
- Farmville
- Tamworth